# Auswil
Auswil es una comuna suiza del cantón de Berna, situada en el distrito administrativo de Alta Argovia. Limita al norte con la comuna de Madiswil, al este con Gondiswil, al sur con Huttwil y Rohrbachgraben, y al oeste con Rohrbach.
Hasta el 31 de diciembre de 2009 situada en el distrito de Aarwangen. Formada por las localidades de: Oberauswil, Unterauswil, Hermandingen, Ärbolligen y Rohrbachberg.

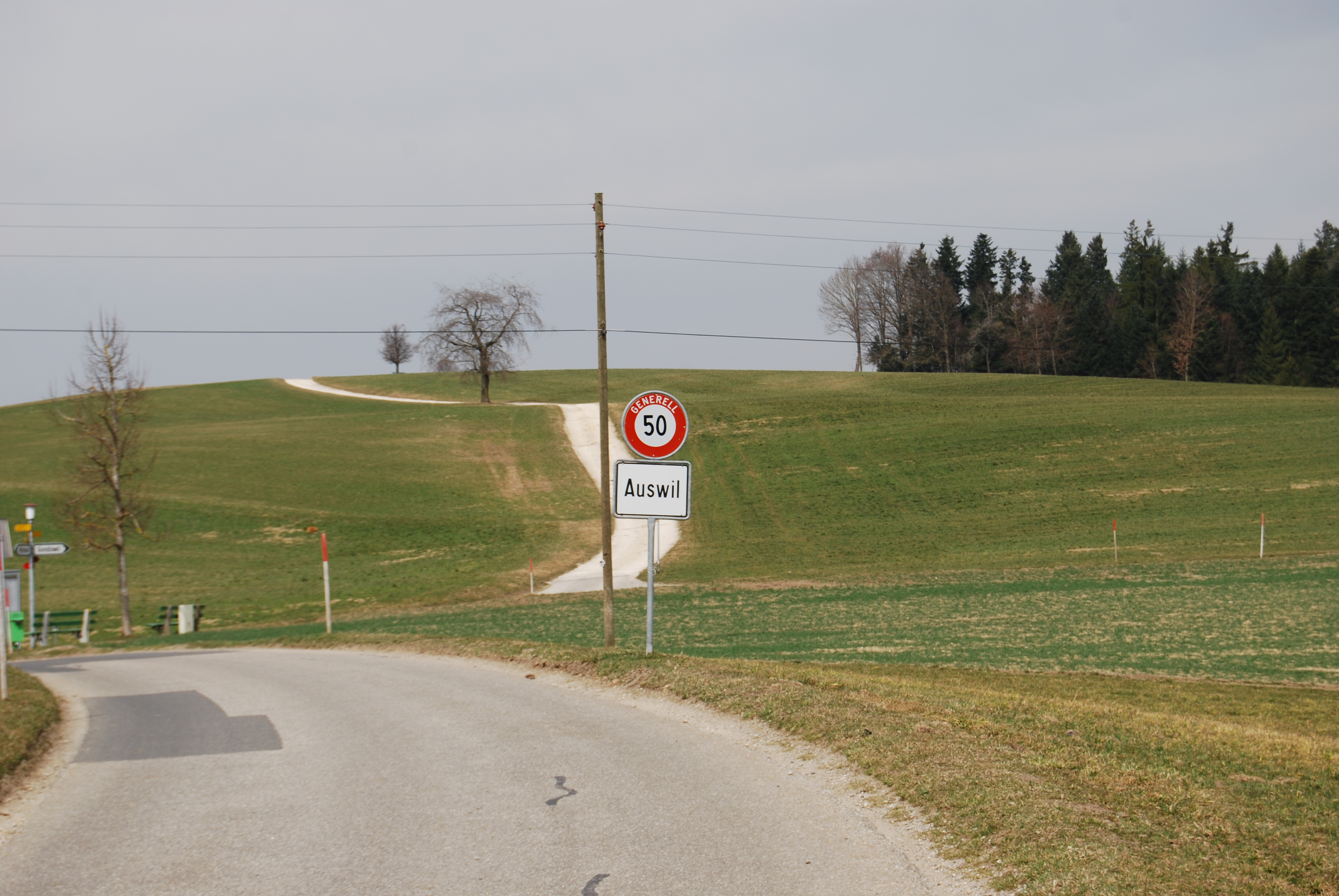
Auswil